# Mehrangiz Manouchehrian
Mehrangiz Manouchehrian, född 1906, död 2000, var en iransk jurist.
Hon blev 1958 landets första praktiserande kvinnliga advokat (en kvinna blev formellt advokat 1937 men praktiserade aldrig). 
Hon var aktiv inom Women's Organisation of Iran.
Efter införandet kvinnlig rösträtt 1963 blev hon samma år en av de första kvinnorna i Irans parlament. 
Hon delade denna pionjärställning med Shams ol-Moluk Mosahab (som också blev senator) och Mehrangiz Dowlatshahi, Nayereh Ebtehaj-Samii, Showkat Malek Jahanbani, Nezhat Nafisi, Farrokhroo Parsa och Hajar Tarbiat (som satt i den lagstiftande församlingen). 
Hon satt som senator i Irans parlament 1963–1972. 1968 mottog hon FN:s pris för mänskliga rättigheter. 

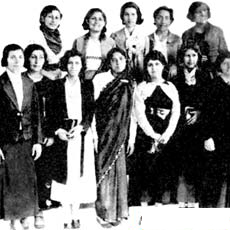
First Iranian women university